# 椎田町

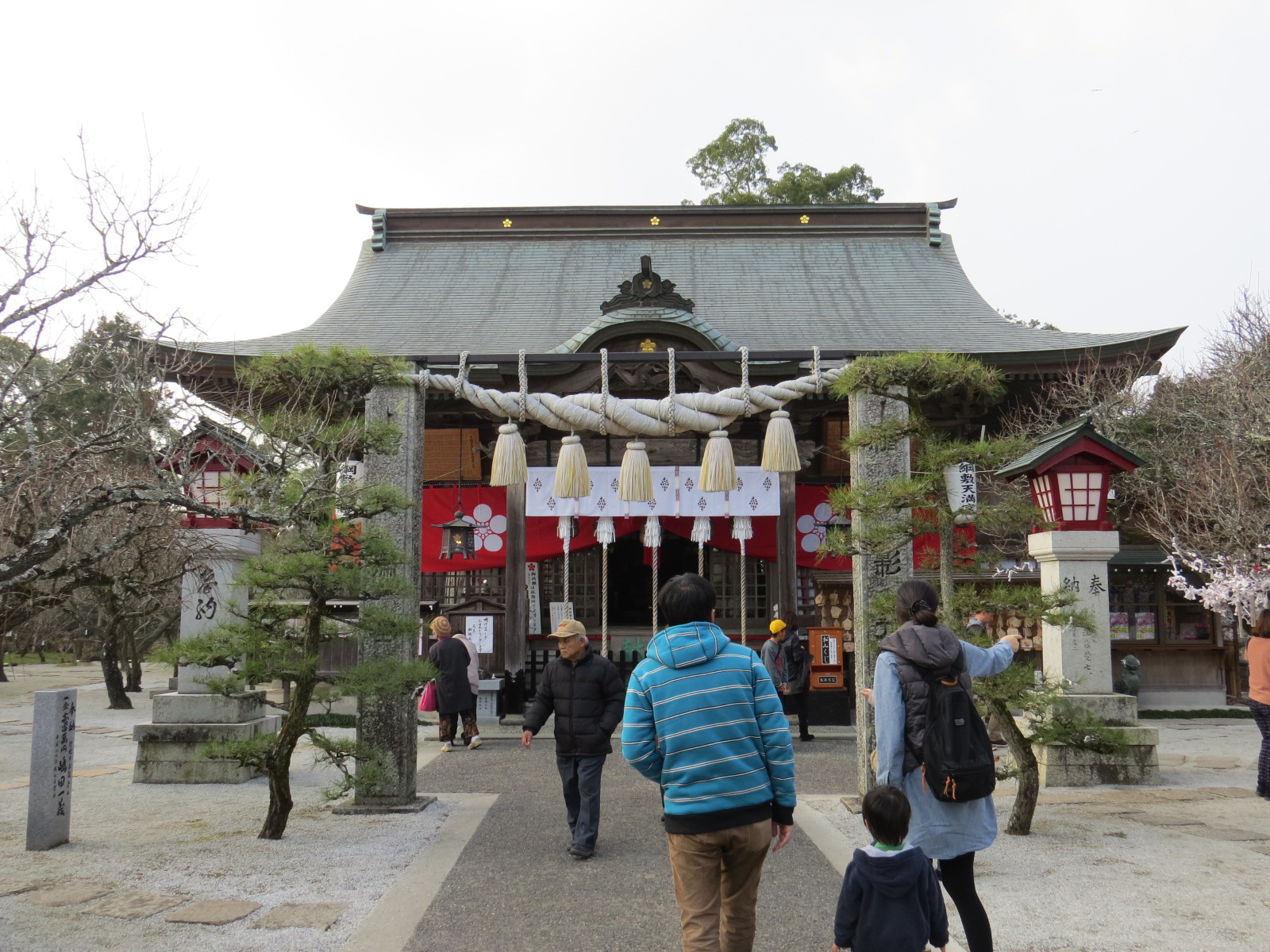
綱敷天満宮

椎田町（しいだまち）は、福岡県東部に位置していた築上郡の町である。
2006年1月10日、隣接する築城町と対等合併し、築上町となり、自治体としての椎田町は消滅した。現在は築上町の東側に組み込まれ、町の中心地を成す。町役場は築上町役場（本庁）として業務を行っている。
以下、消滅前日までの情勢を記す。

## 地理
行橋市の南側に位置し、北側は周防灘（瀬戸内海）に面し、南側はほとんどが山間部である。
椎田駅周辺を中心に市街地を形成しており、市街地の中心部を国道10号が通っており、町内の国道10号沿いには、コンビニエンスストアやドライブイン、レストランなどが多くある。また町内の八津田地区には航空自衛隊築城基地がある。
ショッピングに関してはルミエール（旧ロジャース）が利用されることが多い。

### 生活
行橋市内から約10km程と比較的近いことから、市外局番は (0930) で築城町と同様に行橋市、京都郡と同一であり、生活面では豊前市や中津市よりも行橋市との結びつきの方が強く、京都郡同様に行橋市の小規模経済圏に属する。また、椎田駅から行橋駅までは、普通列車で約15分。椎田町中心部から行橋市中心部までは、車で約20分程である。
経済面では、北九州市の広域経済圏の北九州都市圏に属し、10％通勤圏内であるため北九州方面に通勤・通学する人が非常に多い。また椎田駅から北九州市小倉駅までは、普通列車で約45分、快速列車では約35分である。
また、隣接する築城町との関係も密接である。

### 河川
- 城井川
- 岩丸川
- 極楽寺川
- 真如寺川

### 山地
- 国見山

## 歴史
江戸時代は中津街道（現在の国道10号に相当する）沿いの宿場町であった。

### 近現代
- 1889年4月1日 - 町村制施行により、現在の町域にあたる築城郡椎田村・八津田村・葛城村・西角田村が発足。
- 1896年4月1日 - 郡制施行のため郡の統合により築上郡となる[1]。
- 1896年9月2日 - 椎田村が町制施行。椎田町となる。
- 1955年1月1日 - 椎田町・八津田村・葛城村・西角田村が対等合併し、新町制による椎田町が発足。
- 2006年1月10日 - 椎田町・築城町が対等合併し、築上町が発足。自治体としての椎田町は消滅。

## 行政

### 町長
- 新川久三（最終代）

### 市町村合併関連
当初は行橋市、犀川町、勝山町、豊津町、築城町との京築1市5町で合併協議を進めていたが、2003年11月の椎田町、築城町議会で住民から出された豊前市、築城町の豊築1市2町合併協議会設置案が築城町議会で可決。椎田町は否決したが、築城町は京築1市5町合併協議会からの離脱を表明し、京築1市5町合併協議会は解散した。しかし、議会では、豊築1市2町合併協議会設置案に反対する議員が多かったため、議会は幾度となく紛糾したが、2004年10月、豊築1市2町合併協議会設置案は可決された。
2004年10月、豊築1市2町合併協議会を設置し、豊前市、築城町と合併の協議を進め、公募で新市名を「豊築市（ほうちくし）」と決定し、2006年3月までの合併を目指していたが、椎田町の住民投票で反対が多数を占めたため、その結果を受けて合併協議会は解散した。そののち築城町と合併協議会を発足させ、わずか1週間で全項目を了承、2006年1月に「築上町（ちくじょうまち）」を発足させた。
豊前市との合併には賛成派よりも反対派が多いとみられ、将来的には行橋市との合併を望む声が強い。

### 警察
豊前警察署管内
- 椎田交番

## 地域

### 教育

#### 高等学校
- 福岡県立築上西高等学校

#### 中学校
町立
- 椎田町立椎田中学校　　　（現　築上町立椎田中学校）

#### 小学校
- 椎田町立椎田小学校　　　（現　築上町立椎田小学校）
- 椎田町立葛城小学校　　　（現　築上町立葛城小学校）
- 椎田町立八津田小学校　　（現　築上町立八津田小学校）
- 椎田町立西角田小学校　　（現　築上町立西角田小学校）
- 椎田町立小原小学校　　　（現　築上町立小原小学校）

## 交通

### 鉄道
- 九州旅客鉄道（JR九州）
  - 日豊本線
    - 椎田駅

### 道路
- 高速道路： 東九州自動車道（椎田インターチェンジ、椎田南インターチェンジ）
- 一般国道 ： 国道10号
- 主要地方道 ： 福岡県道58号椎田勝山線

## 旧椎田町出身の有名人
- 濱魁龍資文（元力士・2003年9月引退）
- 椋本伊三郎（外交官、駐ウルグアイ特命全権大使）
- 田中久美（元歌手・1986年引退）
- 松鳳山裕也（力士)
- 松山政司（政治家、参議院議員、少子化対策担当大臣）

## コミュニティエフエム放送局
- 東九州コミュニティ放送（スターコーンエフエム）周波数：76.7MHz